# المجران (إب)

تعديل مصدري - تعديل

المجران محلة تابعة لقرية حقلة، التابعة لعزلة المقاطن بمديرية إب إحدى مديريات محافظة إب في الجمهورية اليمنية.، بلغ تعداد سكانها 34 حسب تعداد اليمن لعام 2004.